# Brignac, Morbihan

Brignac este o comună în departamentul Morbihan, Franța. În 1 ianuarie 2022 avea o populație de 198 de locuitori.